# Стердевант B
Стердевант B (енгл. Sturtevant B) је амерички ловачки авион који је производила фирма Стердевант (енгл. Sturtevant). Први лет авиона је извршен 1917. године. 

После судара прототипа са дрветом отказана је поруџбина за РВ САД.
Распон крила авиона је био 9,22 метара, а дужина трупа 7,58 метара. Био је наоружан са једним митраљезом калибра 7,62 mm.

## Наоружање
| Наоружање авиона: Стердевант   |      |
| Ватрено (стрељачко) наоружање  |      |
| Топ                            |      |
| Митраљез                       |      |
| Број и ознака митраљеза        | 1    |
| Калибар                        | 7,62 |
| Бомбардерско наоружање (бомбе) |      |
| Ракетно наоружање (ракете)     |      |